# Entorno (matemática)

Un conjunto en el plano es un entorno de un punto si un pequeño disco alrededor de está contenido en.

Un rectángulo no es un entorno de ninguna de sus esquinas.

Un entorno (o vecindad) es uno de los conceptos básicos de la   topología. Además, este concepto se utiliza en muchas otras áreas de las matemáticas como el análisis y la teoría de la probabilidad.
Intuitivamente hablando, un entorno de un punto es un conjunto que contiene al punto y a un conjunto de los puntos más próximos a él. El aspecto geográfico de vecindad en un lugar se refleja en este concepto matemático.
El concepto de entorno está estrechamente relacionado con los conceptos de conjunto abierto y punto interior.

## Definición
Si (X,Τ) es un espacio topológico y p es un punto perteneciente a X, un entorno de p es un conjunto V en el que está contenido un conjunto abierto U que tiene como  elemento al punto  p,
{\displaystyle p\in U\subseteq V.}
Nótese que el entorno V no tiene por qué ser un conjunto abierto. Si V es abierto se denomina entorno abierto. Algunos autores especifican que los entornos deben ser abiertos, por lo que es importante prestar cuidado a las diferentes definiciones.
El conjunto de todos los entornos de un punto se denomina sistema completo de entornos del punto.
Si S es un subconjunto de X, un entorno de S es un conjunto V, que contiene un conjunto abierto U que contiene a S. Se deduce que un conjunto V es un entorno de S si y solo si es un entorno de todos los puntos de S.
{\displaystyle \Rightarrow {\text{El conjunto  }}V{\text{es un entorno de }}S\leftrightarrow \forall s\in S,s\in V}:
{\displaystyle \therefore S\in V}:

## Clases de entorno
- Entorno reducido o entorno perforado: un entorno {\displaystyle V} de un punto {\displaystyle a} es un entorno reducido si el propio punto {\displaystyle a} no pertenece al mismo. Es decir, está compuesto solamente por los puntos cercanos a {\displaystyle a}. Nótese que, a pesar de su nombre, un entorno reducido no es un entorno propiamente dicho ya que no contiene a {\displaystyle a}.
- Entornos abiertos: un entorno {\displaystyle V} de un punto {\displaystyle a} es entorno abierto de {\displaystyle a} si {\displaystyle V} es un conjunto abierto (es decir, {\displaystyle V\in T}).
- Entornos cerrados: un entorno {\displaystyle V} de un punto {\displaystyle a} es entorno cerrado de {\displaystyle a} si {\displaystyle V} es un conjunto cerrado.
- Entorno compacto: un entorno {\displaystyle V} de un punto {\displaystyle a} es entorno compacto de {\displaystyle a} si {\displaystyle V} es un conjunto compacto.
- Entorno conexo: un entorno {\displaystyle V} de un punto {\displaystyle a} es entorno conexo de {\displaystyle a} si {\displaystyle V} es un conjunto conexo
- Entorno conexo por caminos: un entorno {\displaystyle V} de un punto {\displaystyle a} es entorno conexo por caminos de {\displaystyle a} si {\displaystyle V} es un conjunto conexo por caminos.
- Entorno simplemente conexo: un entorno {\displaystyle V} de un punto {\displaystyle a} es entorno simplemente conexo de {\displaystyle a} si {\displaystyle V} es un conjunto simplemente conexo.
- Entorno convexo: un entorno {\displaystyle V} de un punto {\displaystyle a} en un espacio vectorial topológico {\displaystyle X} es entorno convexo de {\displaystyle a} si {\displaystyle V} es un conjunto convexo.

## En espacios métricos

Un conjunto en el plano y un entorno uniforme de.

En un espacio métrico M = (X, d), un conjunto V es un entorno de un punto p si existe una bola abierta con centro p y radio r,
{\displaystyle B_{r}(p)=B(p;r)=\{x\in X\mid d(x,p)<r\}}
que es contenida en V.
V es llamado entorno uniforme de un conjunto S si existe un número positivo r tal que para todos los elementos p de S,
{\displaystyle B_{r}(p)=\{x\in X\mid d(x,p)<r\}}
estén contenidos en V.
Para r > 0 el r-entorno {\displaystyle S_{r}} de un conjunto S es el conjunto de todos los puntos en X que distan menos de r desde S (o equivalentemente, {\displaystyle S_{r}} es la unión de todas las bolas abiertas de radio r que tienen centro en un punto de S).
Se deduce entonces que un r-entorno es un entorno uniforme, y que un conjunto es un entorno uniforme si y solo si contiene un r-entorno para algún valor de r.

### Ejemplo

Entorno de centro a y radio ε.

Dado el conjunto de números reales {\displaystyle \scriptstyle \mathbb {R} } con la distancia euclidiana y un subconjunto V definido como:

{\displaystyle V:=\bigcup _{n\in \mathbb {N} }B\left(n\,;\,{\frac {1}{n}}\right),}

entonces V es un entorno del conjunto {\displaystyle \scriptstyle \mathbf {N} } de números naturales, pero no es un entorno uniforme de este conjunto.

## Topología de entornos
La definición superior es útil si la noción de conjunto abierto está previamente definida. Existe una forma alternativa de definir una topología, primeramente definiendo su base de entornos, y entonces los conjuntos abiertos como aquellos conjuntos que contienen un entorno para cada uno de sus puntos.
Una base de entornos en X es la asignación de un filtro N(x) (en el conjunto X) para cada X en X tal que:
1. el punto X es un elemento de cada U en N(x).
2. cada U en N(x) contiene algún V en N(x) tal que para cada y en V, U esté en N(x).

### Entorno uniforme
En un espacio uniforme S:=(X, δ) V es denominado entorno uniforme de p si p no es cercano a X \ V, tal que allí no exista un espacio uniforme que contenga a p y X \ V.

### Entorno reducido
Un entorno reducido de un punto p es un entorno de p, menos p. Por ejemplo, el intervalo (−1, 1) = {y : −1 < y < 1} es un entorno de p = 0 en la recta real, entonces el conjunto (−1, 0) ∪ (0, 1) = (−1, 1) − {0} es un entorno reducido de 0.

## Propiedades
Sea (X, T) un espacio topológico, Vc(x) familia de vecindades del punto x.
1. El punto x está en V para cada V elemento de Vc(x). Un punto está en cualquiera de sus vecindades.
2. Si las vecindades V y U están en Vc(x), entonces la intersección de V y U está en la familia Vc(x).
3. Si U está en Vc(x) entonces existe una vecindad V de Vc(x), tal que U está en Vc(y) para cada y miembro de V.
4. Si U está en Vc(x) y U es subconjunto de V, entonces V está en Vc(x). Un superconjunto de una vecindad también es vecindad.